# Stazione di Ballybrophy
La stazione di Ballybrophy  è una stazione ferroviaria che fornisce servizio a Ballybrophy, Laois, Irlanda. Attualmente le linee che vi passano sono la ferrovia Limerick-Ballybrophy e la Ferrovia Dublino-Cork. La stazione ha un importante ruolo strategico perché, connettendo le due linee, consente di arrivare a Limerick da Dublino.

## Storia
La stazione fu aperta il 1º settembre 1847 come Roscrea & Borris, per essere poi rinominata Roscrea & Parsonstown Junction, nel 1858. Il nome attuale le fu dato nel 1871. Nel 2007 furono aggiunti gli ascensori per accedere ai binari.

## Servizi ferroviari
- Ferrovia Limerick-Ballybrophy
- Ferrovia Dublino-Cork

## Servizi
- Servizi igienici
- Capolinea autolinee
- Biglietteria a sportello
- Biglietteria self-service
- Distribuzione automatica cibi e bevande